# 汈汊湖养殖场
汈汊湖养殖场是中华人民共和国湖北省孝感市汉川市下辖的一个类似乡级单位。

## 行政区划
汈汊湖养殖场下辖以下行政区单位：
庙台村、汈汊村、东港村、东升村、八一村、么沟村、红旗村、联北村、联南村、万家沟村、松湖口村、冲担沟村、潘家村、东七村、和尚咀村和许家村。